# FontForge
FontForge（フォントフォージ）は、多くのフォント形式に対応するFOSSのフォントエディタ。Linux、UNIX、macOS、Windows、OpenVMSで動作する。旧称は PfaEdit（ピーエフエーエディット）。主に2012年までジョージ・ウィリアムズによって開発され、GNU General Public Licenseバージョン3および3条項BSDライセンスの混在ライセンスで配布されている。  
自動フォーマット変換やその他の反復作業を容易にするために、FontForgeは独自の言語とPythonという二つのスクリプト言語を実装している。FontForgeは、GUI上やコマンドラインからスクリプトを実行できるほか、機能をPythonのモジュールとして提供しており、任意のPythonプログラムに統合することも可能である。
FontForgeは、アドビのOpenTypeの Feature File (.fea) 仕様（独自の構文拡張を含む）をサポートしている。また、マイクロソフトによって導入された非公式の数学組版拡張（MATHテーブル）もサポートしている。これは「Cambria Math」に対応するものであり、Office 2007、XeTeX、LuaTeXによってサポートされている。
FontForgeは、画面上でフォントをレンダリングするためにFreeTypeを使用している。2008年11月15日のリリース以降、FontForgeはレンダリングにlibcairoおよびlibpangoを使用しており、アンチエイリアス処理および複雑なテキストレイアウトのサポートを提供している。
FontForgeは、ビットマップ画像を自動トレースしてフォントに取り込むためにPotraceまたはAutoTraceを使用することができる。
FontForgeのコードの一部は、LuaTeX組版エンジンにおいてOpenTypeフォントの読み込みおよび解析のために使用されている。
FontForgeのソースコードには、バイナリフォントファイルの内容を表示する「showttf」や、WOFFの変換・逆変換を行うプログラムなど、いくつかのユーティリティが含まれている。

## 対応フォーマット
FontForgeは多くのフォントフォーマットに対応している。ネイティブのSpline Font Databaseフォーマット（.sfd）はテキストベースであり、差分ファイルが容易に作成できるため、デザイナー間の共同作業を促進する。FontForgeはまた、XMLに基づいたUnified Font Objectにも対応している。
FontForgeは他にも様々なフォントフォーマットをサポートしており、フォントの相互変換を行うことができる。対応フォーマットには、TrueType（TTF）、TrueType Colletion（TTC）、OpenType（OTF）、PostScriptフォント、TeXビットマップフォント、X11 OTBビットマップ（SFNTのみ）、Glyph Bitmap Distribution Format（BDF）、FON（Windows）、FNT（Windows）、Web Open Font Format（WOFF）が含まれる。FontForgeはまた、Scalable Vector Graphics（SVG）フォーマットおよびUnified Font Object（UFO）フォーマットへのインポートおよびエクスポートも行う。

## 開発の歴史
FontForgeプロジェクトは、ジョージ・ウィリアムズによって退職後のプロジェクトとして開始され、2001年から2004年3月までは「PfaEdit」という名称で公開されていた。  
ウィリアムズはおよそ12年間にわたり、このプログラムおよび関連ユーティリティの開発、保守、支援を積極的に行っていた。2011年中頃にはデイヴ・クロスランドがプロジェクトへの貢献を開始し、プロジェクトはSourceForge.netからGitHubへと移行した。クロスランドは、TeX Users Group（TUG）を通じて書体設計の入門ワークショップを開催し、開発者を雇ってプログラムを維持・開発するための資金を募った。FontForgeの開発はより活発になり、カーレド・ホスニおよびバリー・シュワルツが注目すべき貢献者となったが、2012年末に彼らとクロスランドとの間でプロジェクトの方向性をめぐる意見の不一致が生じたため、彼らはFontForgeをフォークしてSortsMill Toolsとした。  
2011年には、TUGの支援のもとでベン・マーティンがMac OS X向けにFontForgeのインストールを簡易化するパッケージを作成した。一方で、マシュー・ペトロフはWindowsビルドシステムおよび非公式のWindowsビルドを公開した。2013年には、これを拡張する目的でSourceForge上にFontForgeBuildsプロジェクトが開始され、その後全面的に書き直され、現在ではジェレミー・タンによってWindowsアプリケーションとして保守されている。  
2012年には、クロスランドが新たなプロジェクトウェブサイトをGitHub Pages上に構築し、初心者向けのFontForge講座で集めた資金を用いてウェブデザイナーを雇った。クロスランドの支援のもと、マーティンはリアルタイムでデザイナーが協力できる機能を追加し、両者はこれを2013年にマドリードで開催されたLibre Graphics Meetingの基調講演で発表した。  
2014年には、Googleからの資金提供を受けてフランク・トランプがUnified Font Objectへの完全対応を追加した。